# 大国隆正
大国 隆正（おおくに たかまさ、寛政4年11月29日〈1793年1月11日〉 - 明治4年8月17日〈1871年10月1日〉）は、幕末・明治維新期の国学者、神道家。石見国津和野藩出身。
別姓は野之口。名に一造、匠作、仲衛など。諱は秀文、秀清、隆正。字は子蝶。号は葵園、佐紀乃屋。
津和野国学の泰斗として、国学史上の四大人観を確立し、「文武虚実論」に代表される学問論を残した。神道家としては石見国に於ける大国主信仰の復興にも貢献した。

## 経歴
津和野藩士今井秀馨の子として江戸桜田江戸藩邸に生まれた。
1805年（文化3年）に平田篤胤の門下となり国学を学ぶ。さらに昌平黌においても古賀精里に儒学を学ぶが、こちらは文化7年去っている。さらには長島藩主増山正賢（雪斎）に絵画を習い「戴雪」を号し、菊池五山に詩を学ぶ。藩邸に戻ると、江戸の文人墨客と交流。本居宣長が音韻学に精通すると聞き、本居の門人である村田春門に国学（宣長学）・音韻学を学ぶ。1818年（文化14年）に家督を相続すると、翌1818年（文政元年）に長崎へ遊学、そこで吉尾権之助に蘭学を学び、併せて梵学、中国書法を修学。「たてそむる志たにたゆますは龍のあきとの玉もとるへし」はこの頃の作である。国学ばかりか儒学・蘭学・梵学を一通り学ぶと、以後文人墨客との交わりを絶ち、専ら神代の古事、皇朝学、五十音図に関する諸書の研究を決意、「古伝通解」「矮屋一家言」の稿をおこした。文政11年、津和野藩の大納戸武具役となったものの、学志を捨てられず同僚の誹謗に憤り翌12年に脱藩、姓を野之口とした。
天保2年に父が死去すると、家が没落するばかりか、天保5年の大火により著書や蔵書・家財を悉く失うという悲運にも遭った。その後単身、大阪へ赴いてその日記として「歌日記」を著す。以降、国学を京都・摂津で講じ、「古事記」奏上序の本教神理に因んで本教本学と称した。これは「国学」という呼称が妥当性を欠くものとしてこれを使わなかったためで、後に各地の藩校で講じる場合でも「国学」ではなく「本学」と称した。
天保7年に播磨小野藩主・一柳末延の招請を受け、藩校・帰正館を開校し藩の子弟を教育。天保12年に小野藩を辞去し、京都へ戻って報本学会で教授。嘉永元年に今度は姫路藩に招かれ、和学校好古堂で国典を講じた。更に備後福山藩主・阿部正弘からも相談相手として招かれ、さらに藩校誠之館でも教えた。
そうした活動の中、皇道の復興を主張すると共に尚武の国体を講明。「倭魂」を著わして幕府から処罰を被り兼ねない事態となったが、知遇を得た徳川斉昭の庇護下で何とか捕縛を免れる。以降は江戸や京都、津和野を頻繁に奔走し、嘉永3年1月14日に関白・鷹司政通に謁見、それを機に宮中にて皇典を講じて皇室復興を説く。
翌嘉永4年9月15日には津和野藩主亀井茲監によって藩籍を復し、国学を以って本学とすべしと上申し、5人扶持を給して藩黌養老館国学教師となる。嘉永6年にペリーが来航すると、儒者らの説く海防論に対して、自ら「文武虚実論」6巻を上梓。その中で海防の要は虚文虚武を斥けて実文実武を努めるにあると論じ、和魂を鞏固にし以って我が国を宇内に冠絶させるべきであると独自の尊王攘夷論を展開した。安政2年には、「本学挙要」2巻を著わし、我が国が宇内万国に卓絶する所以を述べ、天壤無窮の皇位は世界万国に君臨すべき神理があると説いた。
文久2年、石見国にオオクニヌシの古跡をみつけて神社を復興させ、自らを大国と改姓した。
慶応3年、フーゴー・グローティウス『自由海論』への批判書ともいうべき『新真公法論』を著した。明治元年に大国は徴士となり、明治維新を経て神祇事務局権判事になるも老齢故に職を辞し、神祇局の諮問役、宣教使御用掛としても勤めるが、明治4年8月、東京にて没した。
門人には、岩倉具視の客人で神武創業に基く王政復古の大号令を献じた玉松操や福羽美静ら多数。大正天皇御大典にあたり、大正4年（1915年）11月、従四位を追贈されている。
荷田春満、賀茂真淵、本居宣長、平田篤胤の4人をして国学史上の四大人観を確立したが、これは本居派や平田派の追随者を批判する際の方便でもあった。

## 著書
- 『古伝通解』
- 『文武虚実論』
- 『本学挙要』